# Santa Flora (districte de Santa Maria)
Santa Flora és un dels deu districtes en què es divideix la ciutat de Santa Maria, a l'estat brasiler de Rio Grande do Sul. Limita amb els districtes Pains, Passo do Verde, São Valentim, i, amb els municipis de São Sepé, São Gabriel e Dilermando de Aguiar.'

## Barris
El districte es divideix en les següents barris:
1. Santa Flora